# Cyclosa kashmirica
Cyclosa kashmirica är en spindelart som beskrevs av Lodovico di Caporiacco 1934. Cyclosa kashmirica ingår i släktet Cyclosa och familjen hjulspindlar. Inga underarter finns listade i Catalogue of Life.